# Bart Conner
Bart Conner (Chicago, 28 de março de 1958) é um ex-ginasta estadunidense, que competiu em provas de ginástica artística pelos Estados Unidos. 
Bart foi membro da equipe vitoriosa nos Jogos de Los Angeles, no qual também conquistou uma medalha individual, nas barras paralelas. Nesse mesmo aparelho, o ginasta fora campeão mundial no Campeonato de Ft. Worth. Conner é o único ginasta estadunidense a conquistar uma medalha de ouro em todos os tipos de campeonatos de que participou, incluindo os nacionais, internacionais e universitários. Bart, ao lado da esposa, Nadia Comaneci, abriu o Bart Conner Gymnastics Academy em Oklahoma. Conner é também comentarista televisivo em competições de ginástica e editor da revista  International Gymnast.

## Carreira
Conner iniciou a carreira de ginasta aos dez anos. Pouco depois, começou a treinar na Niles West High School, competindo em eventos locais. Mais tarde, passou a treinar no YMCA, possuindo como primeiro êxito significativo, a vitória no Amateur Athletic Union (AAU), em 1972. Graduou-se no segundo grau em 1976, mesmo ano em que fizera sua estreia em Jogos Olímpicos, nas Olimpíadas de Montreal, na qual encerrou participação com a sétima colocação por equipes. No ano seguinte, conquistou a prata do individual geral, na competição nacional NCAA Championships. Em 1978, na Copa América, conquistou o bronze do concurso geral. Na sequência, em nova edição do NCAA Championships, foi o medalhista de ouro na disputa geral individual, o de prata na barra fixa e o de bronze nas barras paralelas. No Campeonato Nacional Norte-Americano, subiu ao pódio em três, dos sete eventos - prata no concurso geral e no cavalo com alças, e ouro nas paralelas.
Em 1979, o atleta foi campeão, pela primeira vez, do individual geral, no Campeonato Nacional. Em adição, conquistou ainda o ouro no cavalo com alças, nas argolas e nas barras paralelas, e o bronze no salto e na barra fixa. Internacionalmente, no Mundial de Ft. Worth, o segundo de que participou, Bart competiu em cinco finais e conquistou o bronze por equipes e no salto, e o ouro nas barras paralelas - a primeira medalha de ouro individual para um ginasta norte-americano. Nesse mesmo campeonato, performou o movimento Conner Spin[a], de realização nas paralelas. Classificado a participar dos Jogos de Moscou, o ginasta não compareceu às disputas, devido ao boicote estadunidense aos soviéticos. Apesar de estar contra, pois tratava-se de um problema político, Bart não pôde ir à Rússia. Entre 1980 e 1983, Conner conquistou 21 medalhas, entre competições nacionais e internacionais. Como último compromisso de sua carreira enquanto ginasta, Bart competiu nas Olimpíadas de Los Angeles, boicoitada pelos soviéticos, em resposta à ação de quatro anos. Nela, o ginasta conquistou suas primeiras medalhas olímpicas - foi ouro por equipes e ouro nas barras paralelas.
Aposentado da modalidade, o ginasta casou-se com a campeã olímpica Nadia Comaneci, com quem abriu o Bart Conner Gymnastics Academy e a Perfect 10 Production Company, que vende produtos esportivos, além de também, a seu lado, colaborar para as edições da revista especializada International Gymnast. Em 1997, foi inserido no International Gymnastics Hall of Fame. Além de receber outras honrarias, no Comitê Olímpico Estadunidense, no USA Gymnastics e no Oklahoma Sports.[carece de fontes?] Em 2006, o casal teve o primeiro filho, Dylan Paul Conner.

## Principais resultados
| Ano  | Evento                                    | AA               | Equipe            | Solo              | Cavalo com alças | Argolas           | Salto sobre o cavalo | Barras paralelas  | Barra fixa        |
| ---- | ----------------------------------------- | ---------------- | ----------------- | ----------------- | ---------------- | ----------------- | -------------------- | ----------------- | ----------------- |
| 1972 | AAU Jr. Olympic Jr. Nationals             | Medalha de ouro  |                   |                   |                  |                   |                      |                   |                   |
| 1975 | Pré-Olímpico                              |                  |                   |                   |                  |                   | Medalha de bronze    |                   |                   |
| 1975 | Jogos Pan-americanos                      |                  |                   | Medalha de bronze |                  | Medalha de bronze |                      |                   |                   |
| 1976 | Copa América                              | Medalha de ouro  |                   |                   |                  |                   |                      |                   |                   |
| 1976 | Jogos Olímpicos                           |                  | 7º                |                   |                  |                   |                      |                   |                   |
| 1977 | Jogos Universitários                      | 17º              | 5º                |                   |                  |                   |                      |                   |                   |
| 1978 | Campeonato Nacional Americano             | Medalha de prata |                   |                   | Medalha de prata |                   |                      | Medalha de ouro   |                   |
| 1978 | Campeonato Mundial de Ginástica Artística | 9º               | 4º                |                   |                  |                   |                      |                   |                   |
| 1979 | Campeonato Nacional Americano             | Medalha de ouro  |                   |                   | Medalha de ouro  | Medalha de ouro   | Medalha de bronze    | Medalha de ouro   | Medalha de bronze |
| 1979 | Campeonato Mundial de Ginástica Artística |                  | Medalha de bronze |                   |                  |                   | Medalha de bronze    | Medalha de ouro   |                   |
| 1980 | Copa América                              | Medalha de prata |                   |                   |                  |                   |                      |                   |                   |
| 1981 | Campeonato Mundial de Ginástica Artística | 11º              | 5º                |                   |                  |                   |                      |                   |                   |
| 1982 | Copa América                              | Medalha de ouro  |                   |                   |                  |                   |                      |                   |                   |
| 1983 | Campeonato Nacional Americano             |                  |                   |                   | Medalha de ouro  | Medalha de prata  |                      | Medalha de bronze |                   |
| 1983 | Campeonato Mundial de Ginástica Artística | 11º              | 4º                |                   |                  |                   |                      |                   |                   |
| 1984 | Jogos Olímpicos                           |                  | Medalha de ouro   |                   |                  |                   |                      | Medalha de ouro   |                   |

## Nota
- a. ^ : Em uma das barras, o ginasta gira 360º em volta esta e segue à parada de mãos.